# Тюрьма округа Росс
Тюрьма округа Росс (англ. Ross Correctional Institution) — это государственная тюрьма среднего уровня безопасности на западном берегу реки Сайото, недалеко от города Чилликоти, штат Огайо.

## Описание
Тюрьма расположена рядом с исправительным учреждением Чилликоти и Национальным историческим парком культуры Хоупвелл.
Открытая в 1987 году, тюрьма Росс содержит 2037 заключенных. Учреждение занимает площадь в 1707 акров, в охране заключённых занято более 350 сотрудников службы безопасности. По состоянию на 6 января 2016 года в учреждении находится 2085 заключенных. Около 56 % заключенных классифицируются как афроамериканцы, 43 % — как белые, а 0,01 % — как другие. Подсчитано, что средняя сумма содержания каждого заключенного составляет 51,77 долларов США.
Исправительное учреждение округа Росс предоставляет заключённым первичную, вторичную и третью медицинскую помощь. Интенсивная терапия поддерживается Центром здоровья Frazier и Медицинским центром Франклина. Медицинский центр Университета штата Огайо также работает с учреждением по чрезвычайным ситуациям и долгосрочной госпитализации. С заключенных взимается доплата в размере 3 долларов с их личных счетов. Телемедицина была введена в учреждении в марте 1995 года, что помогло улучшить связь между врачами первичной медицинской помощи и заключенными. С помощью телемедицины было проведено более 19 000 консультаций.